# Song Jae-rim
Song Jae-rim, cunoscut și sub numele de Song Jae-lim, (în coreeană 송재림; n. 18 februarie 1985, Gwanak District⁠(d), Seul, Coreea de Sud – d. 12 noiembrie 2024, Seongdong District⁠(d), Seul, Coreea de Sud) a fost un actor și model sud-coreean. A început cu modelling, Song a avut o carieră ca actor în K-drames⁠(d).